# Sidney Holland

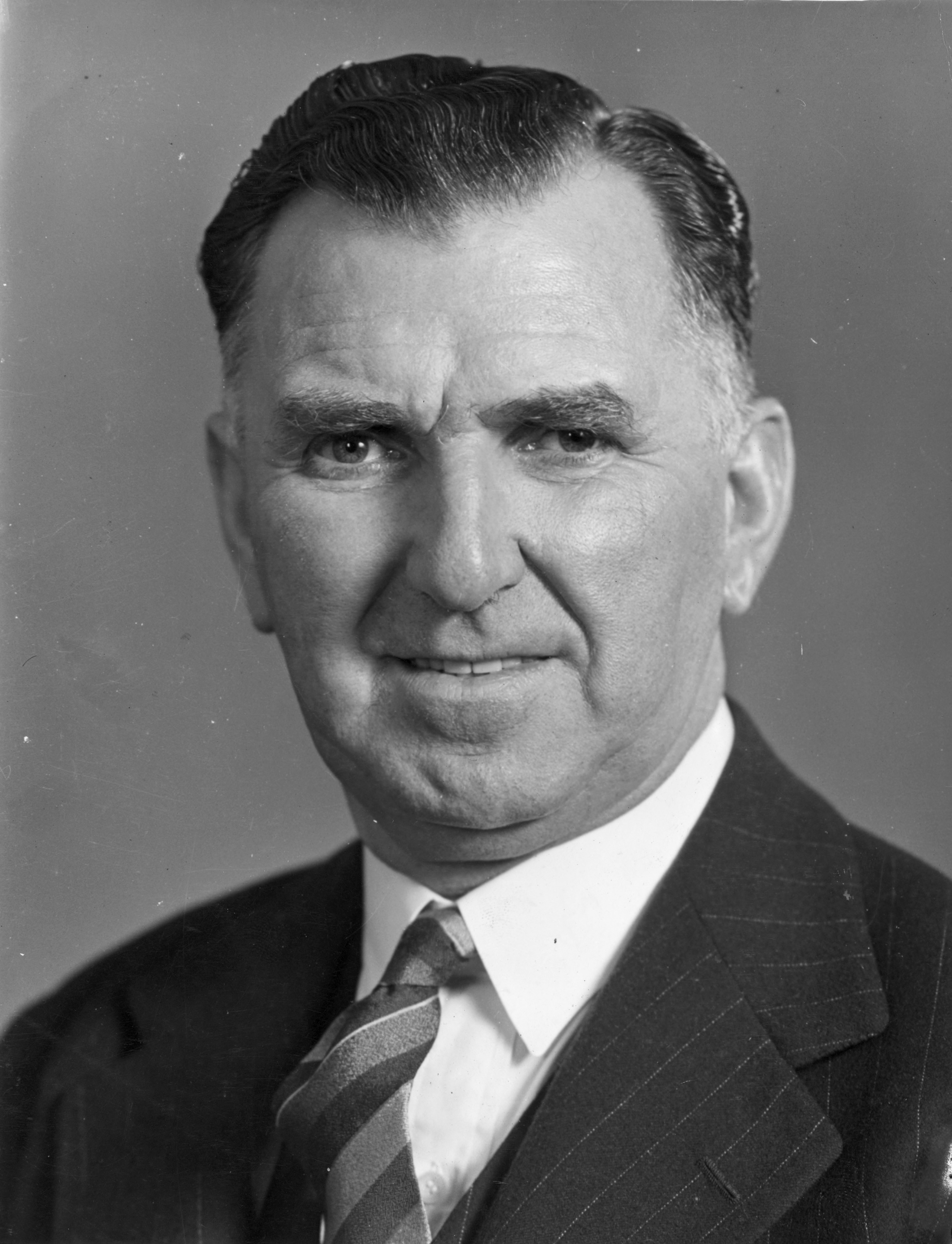
Sidney Holland (1953)

Sir Sidney George Holland (* 18. Oktober 1893 in Greendale; † 5. August 1961 in Wellington) war ein neuseeländischer Politiker und vom 13. Dezember 1949 bis 20. September 1957 Premierminister von Neuseeland. Holland war einer der wichtigsten Politiker Neuseelands. Er war 22 Jahre Parlamentsabgeordneter, davon 17 Jahre als Parteivorsitzender und fast 8 Jahre Premier. Sein Hauptverdienst ist jedoch die Gründung und Etablierung der New Zealand National Party, die die neuseeländische Politik für den größten Teil der zweiten Hälfte des 20. Jahrhunderts dominierte.

## Frühes Leben
Holland wurde in Greendale in der neuseeländischen Region Canterbury als eines von acht Kindern der Familie geboren. Sein Vater, ein Farmer und Händler, wurde 1912 Bürgermeister von Christchurch. Holland war ein guter Sportler und Sportfunktionär. Er vertrat die Region Canterbury im Hockey auf Provinz- und nationaler Ebene.  Nach dem Rückzug aus dem aktiven Spielbetrieb war er Manager des Neuseeländischen Teams auf dessen Australientour 1932, außerdem war er ein bekannter Hockeyschiedsrichter. Er gründete zusammen mit einem Bruder ein Unternehmen zur Herstellung von Spritzpumpen in Christchurch.

## Politische Laufbahn
Holland kam aus einer politisch aktiven Familie, sein Vater Henry Holland war 1912 bis 1919 Bürgermeister von Christchurch. Sidney Holland wurde bei den Wahlen 1935 auf dem bisher von seinem Vater gehaltenen Sitz des Wahlbezirks Christchurch North als Abgeordneter ins Parlament gewählt. Sein Vater war wegen gesundheitlicher Probleme nicht erneut angetreten.  1940 wurde er Vorsitzender der National Party und war nahezu zehn Jahre Führer der parlamentarischen Opposition bis National die Wahlen von 1949 gewann.
Er war von 1935 bis 1946 Abgeordneter für den Wahlbezirk Christchurch North, danach bis 1957 für den Wahlbezirk Fendalton.

## Premierminister
Am 13. Dezember 1949 löste Holland Peter Fraser als Premierminister ab. Die von ihm geführte erste Regierung der National Party führte wirtschaftliche Reformen durch und schaffte viele staatliche Kontrollinstrumente ab. 1951 unterzeichnete seine Regierung mit Australien und den USA das Militärbündnis ANZUS. Die Regierung schaffte 1950 durch eine Verfassungsänderung den Legislative Council, das Oberhaus des neuseeländischen Parlamentes, aus Gründen fehlender Effizienz ab. Seitdem hat Neuseeland ein Einkammerparlament.
Im Jahre 1951 verursachte Holland eine Kontroverse. Er bezeichnete die Anliegen der 1951 streikenden Dock- und Bergarbeiter als „industrielle Anarchie“ und befahl der Armee, die Schiffe in den wichtigsten Häfen zu entladen. Er veranlasste 1951 vorgezogene Neuwahlen, die National mit einem Sitzgewinn gewann.

## Rücktritt und späteres Leben
Nachdem er schon längere Zeit gesundheitliche Probleme hatte, trat er am 20. September 1957 als Premierminister zurück und wurde von seinem Stellvertreter Keith Holyoake abgelöst. Er wurde nach dem Rücktritt als Premier wie üblich geadelt, nämlich am 23. September 1957 als Knight Grand Cross des Order of the Bath (GCB). Bei den Wahlen 1957 kandidierte er nicht erneut für das Parlament. Er starb nach fortdauernden gesundheitlichen Problemen 1961 im Krankenhaus von Wellington.
Sein Sohn Eric Holland wurde Parlamentsabgeordneter von National für Fendalton und Riccarton (1967–81) und war 1975 bis 1978 Kabinettsminister.

## Ehrungen
- Knight Grand Cross des Order of the Bath (GCB)
- Order of the Companions of Honour
- Nach Sidney Holland ist die Holland Range benannt, ein Gebirgszug im Transantarktischen Gebirge